# Den Syvende Søn
Den Syvende Søn er en dansk musikgruppe med Michel Belli i front.
Bandet blev dannet i 2012 og består desuden af Mikkel Grue (guitar), Adam Winberg (trommer), Tobias Winberg (bas) og Mads Jensen (keyboards).
I 2013 udkom bandets debutalbum og andet album kom i 2016. Nyeste album er fra 2023.

## Udvalgte sange
- “Hvem er det du venter på” sammen med Mathilde Falch
- “Trods”[4]
- “Hun sagde han sagde” sammen med Maya Albana